# Napster
Napster var en populær fildelingstjeneste, hvor folk kunne hente og sende musik fra/til hinanden. Grundet en række sagsanlæg fra musikindustrien blev Napster tvunget til at lukke og selskabet gik konkurs i 2002. I 2005 genåbnede Napster som en lovlig side med musiksalg på internettet.

## Historie
Napster blev skabt af Shawn Fanning (en) i år 1999, og havde stor indflydelse på internettets musikscene.
På grund af denne nye tilføjelse til internettet gav det brugerne øjeblikkelig adgang til dele MP3-formaterede musikfiler, selv om delingen medførte overtrædelse af ophavsretten.
Napster var de første til at specialisere sig udelukkende i MP3-deling. Resultatet var et system, som bød på et stort udvalg af musik til download.

## Retssag
Næsten med det samme – i december 1999 – indgik flere store pladeselskaber i en class-action retssag mod Napster. Dette gav Napster stor omtale, og millioner af brugere strømmede til tjenesten. Napster toppede med 13,6 millioner brugere i februar 2001. I marts 2001 beordrede appeldomstolen Napster til at forebygge deling af ophavsretsbeskyttet musik. Idet Napster ikke kunne præsentere en løsning der ville fjerne 100% af den ophavsretsbeskyttede musik, lukkede Napster hele tjenesten ned i juli 2001. Dommen, samt de høje erstatningsbeløb kunstnerne krævede for brud på ophavsretten, medførte at Napster gik konkurs i sommeren 2002.

## Genopstanden
Som en del af konkursboet blev retten til Napsters navn og logo videresolgt flere gange, indtil Best Buy i 2008 opkøbte rettighederne. Napster fusionerede i 2011 med musiktjenesten Rhapsody, og skiftede i 2016 navn på det fusionerede firma til Napster.